# Axegressor
Axegressor ist eine finnische Thrash-Metal-Band aus Turku, die im Jahr 2006 gegründet wurde. Die Band spielte bereits zusammen mit Gruppen wie Toxic Holocaust, Onslaught, Soilwork und Municipal Waste.

## Geschichte
Die Band wurde im Jahr 2006 gegründet. Zusammen entwickelten sie die ersten Lieder, woraus im Jahr 2007 die EP Axecution resultierte. Es folgten zwei kleine Touren durch Finnland, wobei sie als Vorband für Adorior bzw. Legion of the Damned auftrat. Außerdem trat sie auf dem Inferno Festival in Oslo als einzige finnische Band auf. Vor den Touren war Schlagzeuger Jouni Latvala aus dem Projekten ausgetreten und durch Atte Mäkelä ersetzt worden. Gegen Ende 2008 verließ Gitarrist Aki Järvinen die Band. Am 3. Juni 2009 veröffentlichte die Band über Dethrone Music ihr Debütalbum Command. Die Aufnahmen dazu fanden im Frühling desselben Jahres statt.
Das zweite Album Next erschien im Jahr 2011. Im Juli desselben Jahres trat die Band außerdem auch auf dem Tuska Open Air Metal Festival auf. Im Februar 2012 spielte sie auf der Finnish Metal Expo.

## Stil
Die Band spielt Old-School-Thrash-Metal, wobei Vergleiche mit deutschen Bands des Genres wie Sodom oder Tankard gezogen werden.

## Diskografie
- Axecution (EP, 2007, Eigenveröffentlichung)
- Command (Album, 2009, Dethrone Music)
- Next (Album, 2011, Dethrone Music)
- Last (Album, 2014, Listenable Records)